# André Baudson
André M. Baudson, né à Charleroi le 25 novembre 1927 et décédé à Marchienne-au-Pont le 8 mars 1998, est un avocat, homme politique belge et un militant wallon  membre du PS
Docteur en droit, il a été avocat au barreau de Charleroi.
Il fut député de 1968 à 1995, ministre national des PTT en 1980 et ministre du Gouvernement wallon
de 1989 à 1991 puis des Transports de 1992 à 1995 et à partir de 1994, de l'aménagement du territoire. Son ministère est lié notamment au percement du tunnel de Cointe et aux débuts des travaux de l'Ascenseur de Strépy-Thieu.